# 햄릿

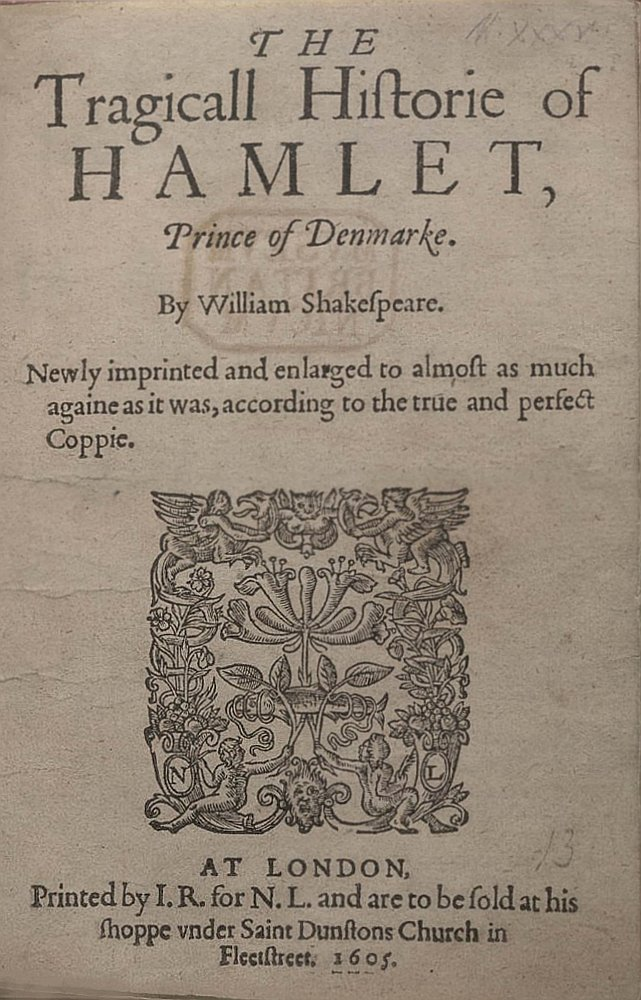

《덴마크 왕자 햄릿의 비극》(The Tragedy of Hamlet, Prince of Denmark), 흔히 줄여서 《햄릿》(문화어: 햄리트)은 1599년에서 1601년 사이에 쓰인 윌리엄 셰익스피어의 비극이다. 덴마크를 공간적 배경으로, 햄릿이 자신의 아버지를 죽이고 어머니와 결혼한 클라우디우스 왕에게 복수하는 과정에서 일어나는 비극을 보여준다.
햄릿이 보여주는 이야기 구조와 인물의 깊이는 많은 사람들이 다양한 해석을 할 수 있도록 한다. 어떤 공연에서는 액션이 주요 플롯 장치로 등장하고 다른 공연에서는 잔인한 살인을 둘러싼 복잡한 철학적 사색이 보다 중요하게 부각된다. 비평 역시 관점에 따라 햄릿의 무의식적 욕망에 초점을 두기도 하고 여성주의 비평가들은 오필리어와 거트루드에 주목하기도 한다.
햄릿은 셰익스피어의 희곡 중 가장 긴 작품이자 영어로 된 문학 작품 중 가장 큰 영향력을 발휘하는 작품의 하나로 평가받고 있다. 셰익스피어 시대에도 햄릿은 가장 많이 공연된 작품이었으며 오늘 날에도 햄릿은 "끊임없이 재해석되고 누군가에 의해 공연되고 있다."
윌리엄 셰익스피어의 4대 비극은 공통적으로 주인공들이 어떤 성격적 결함을 갖고 있고 이 결함으로 인해 초래된 비극을 다루고 있는데 햄릿은 우유부단한 성격으로 인한 비극이다.
참고로, 작품속 주인공의 이름 Hamlet은 중세 스칸디나비아 전설에 등장하는 실존 인물 암레쓰의 애너그램이다.

## 소개
'햄릿'의 배경은 12세기 덴마크 왕가이며, 등장하는 인물들은 르네상스 시대의 영국인이다. 그러나 이 작품은 어느 한 시대의 범주에 갇혀 있진 않다. 이 작품에는 인간 본성과 복수 윤리에 대한 당대의 사고가 드러나 있는 것이 사실이지만 그 시대에만 한정될 수 없는 보편성과 심미적 가치를 또한 지니고 있다. '햄릿'에 재현된 한 왕가의 갈등은 현재 어떤 계층의 집안과 어느 집단에서도 벌어질 수 있는 문제라 할 수 있으며, 삶과 죽음, 정의와 불의, 진실과 허구라는 문제를 둘러싼 햄릿의 갈등과 경험은 어느 시대에 한정된 문제만은 아니다. 햄릿의 경험은 우리들 중 어느 누구라도 경험할 수 있는 보편적 경험이기 때문이다.
부패한 사회의 한 도덕적 주인공 햄릿의 체험은 우리들 누구나 체험할 수 있는 경험의 한 양식일 수 있다. 때문에 우리는 현대인이 느끼는 불안과 경험을 이 작품에 투사하여 해석한다. 햄릿은 어긋난 시대를 살아가는 지성인의 전형으로 보이며, 그의 주저함은 이항대립의 틈바구니 속에서 이렇게 하지도 저렇게 하지도 못하는 현대인의 모습을 반영한다.
이 작품은 햄릿처럼 생각이 많은 사람일수록 행동하기가 그만큼 더 어렵다는 것을 보여준다. 또한 정의라는 것이 선한 자의 희생을 치르지 않고서는 결코 쉽게 성취되는 것이 아님을 보여준다. 햄릿의 시대나 지금이나 정의와 불의, 실체와 허구, 이성과 격정, 사랑과 미움은 항상 서로 대립하고, 질서를 유린하는 힘은 항상 존재하며, 삶에 있어서의 불균형은 심각하다. 그러나 극은 희생과 상실로만 끝나지는 않는다. 깨어진 질서는 언젠가는 다시 복구된다는 믿음이 있고, 삶의 균형은 다시 유지될 수 있다는 믿음 또한 존재한다. 이는 모든 비극이 담고 있는 낙관성의 토대이다.

### 등장인물
- 햄릿 왕자
- 클라우디우스 왕
- 거트루드 (햄릿)
- 폴로니우스
- 오필리아
- 호라티오
- 레어티스
- 요릭 (햄릿)
- 포틴브라스

## 줄거리

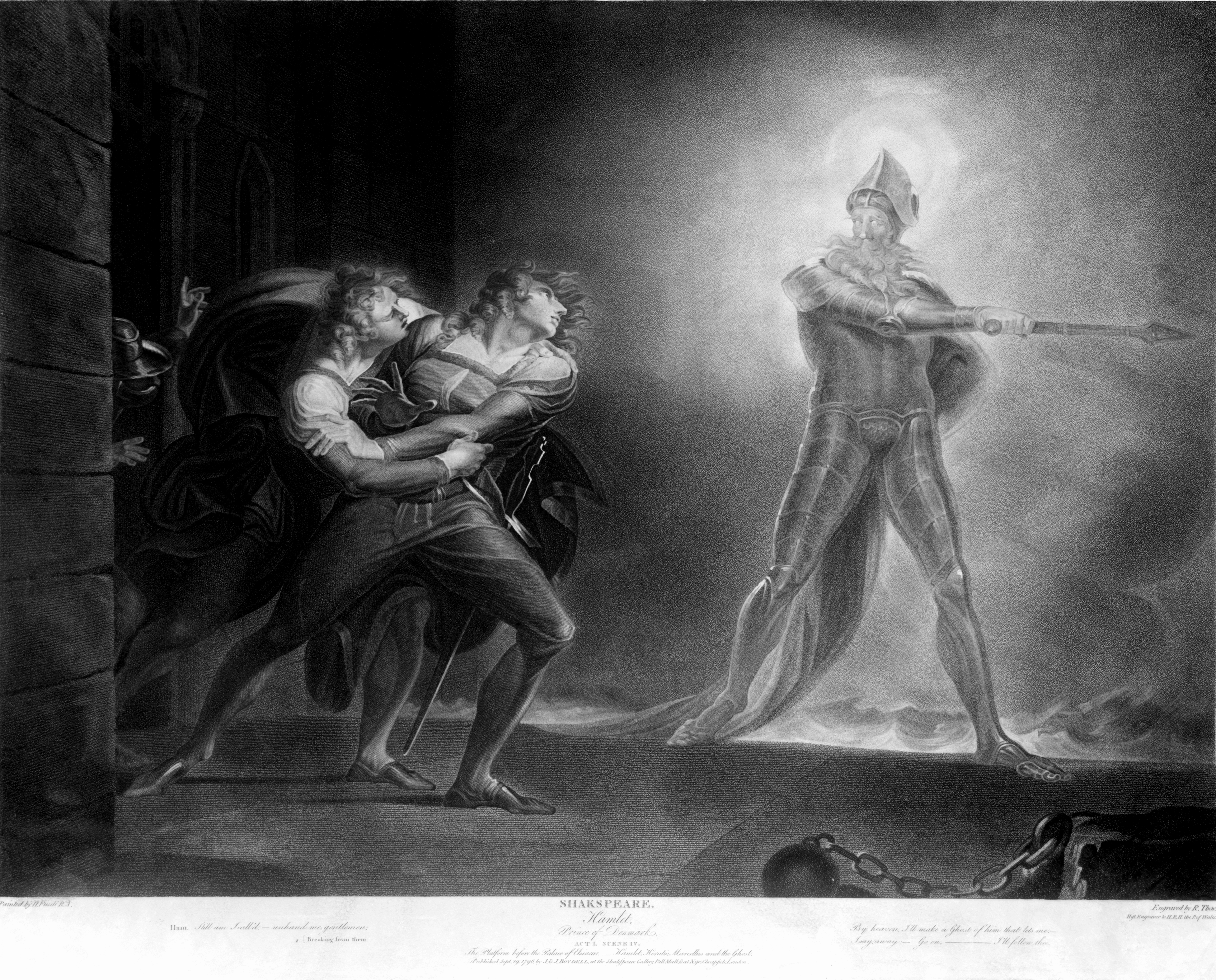
아버지의 유령을 보게 된 햄릿

비극 '햄릿'의 주인공은 덴마크의 왕자이자 죽은 선왕의 아들이다. 왕의 후계자로 왕위에 오른 클라우디우스 왕은 독살된 선왕의 동생이자 햄릿의 삼촌이다. 왕이 죽은 후 클라우디우스는 왕의 아내이자 햄릿 왕자의 어머니인 거트루드와 결혼한다. 한편, 덴마크에는 숙적인 노르웨이의 왕자 포틴브라스의 침입이 임박해 있다.
막이 오르면, 추운 겨울날밤 호화로운 덴마크 궁궐을 지키는 보초병들이 왕의 유령을 보게 된다. 이 소식이 친구인 호레이쇼를 통해 햄릿에게 전해지고 햄릿은 왕의 혼령을 직접 대면하게 된다. 왕은 동생 클라디우스가 자신의 귀에 사리풀 독을 넣어 살해되었다고 말하면서 복수를 부탁한다. 백성들에게 독사에게 물려 살해당한 것으로 알려져 있는 왕은 클라우디우스를 뱀으로 묘사한다. 이 장면에서 유령(햄릿 아버지의 혼령)은 자신이 살해당한 경위를 햄릿에게 설명하고 그 살해의 부당성을 강조하며 복수를 간절히 부탁한다. 또 (종교적으로) 신에게 자신의 죄에 대해 용서를 구하거나 기름 바름 등의 종부 성사를 받지 못하고 갑작스럽게 죽음을 맞이한 것을 강조하며, 연옥의 고통 속에 묶여 있어야 하는 자신의 모습을 강조한다. 햄릿은 아버지의 혼령에게 복수를 다짐하고 기회를 얻기 위해 미친척 하기로 한다. 그러나 한편으로는 귀신의 말이 모두 사실인지에 대해 의심하는 마음이 있다.
이즈음 클라디우스와 거트루드는 포틴브라스의 침입에 대비하기 위해 노력한다. 그들은 햄릿 왕자의 행동거지가 이상해지자 원인을 찾기 위해 햄릿의 친구인 로젠크란츠와 길든스턴을 햄릿에게 보낸다. 햄릿은 그들을 따뜻하게 맞이하지만, 재빨리 그들이 클라우디우스가 보낸 정탐꾼이라는 것을 알아차리고 미친척 한다.
클라이디우스의 재상인 폴로니우스에게는 아들 레어티즈와 딸 오필리어가 있었다. 레어티즈는 얼마전 다시 프랑스로 유학을 갔고 오필리어는 햄릿과 교제한다. 아버지와 오빠는 오필리어가 햄릿과 교제하는 것을 반대하며 헤어지길 종용하나 오필리어는 햄릿을 사랑한다. 오필리어는 햄릿을 비밀스럽게 만나지만 햄릿은 오필리어에게 마저 미친듯한 행동을 보인다. 깜짝 놀란 오필리어는 아버지와 오빠에게 이상해진 햄릿의 행동을 말하며 상심에 빠진다. 폴로니우스는 햄릿이 환각제를 탐닉했을 것이라고 짐작하고 이를 클라이디우스와 거트루드에게 알린다. 한편, 다시 오필리어를 만난 햄릿은 오필리어를 천박한 것이라 욕하며 수녀원으로 갈 것을 종용한다.
햄릿은 귀신이 한 말을 여전히 반신반의하며 진실을 밝힐 수단을 찾는다. 마침 떠돌이 극단이 왕성 엘시노르에 도착하자 햄릿은 이들을 이용해보기로 한다. 햄릿은 귀신이 말한 장면을 연극으로 꾸며 클라디우스와 거트루드의 반응을 살핀다. '곤자고의 암살'이라는 제목의 극중극은 왕이 독살되는 장면으로 전개되고 귀에 독을 넣는 장면이 시작되자 클라디우스는 안색이 변한 채 갑자기 일어나 그의 방으로 들어가 버린다. 햄릿은 귀신의 말이 사실이었음을 확신하게 된다.
거트루드는 어찌된 영문인지 알기 위해 아들인 햄릿을 자신의 방으로 부른다. 어머니의 방으로 가던 햄릿은 자신의 방에서 기도 중인 클라우디우스를 발견하나 죄인을 기도 중에 죽여 천국에 보낼수는 없다는 생각으로 죽이기를 주저한다. 거트루드의 방에서 햄릿은 말다툼을 하다가 커튼 뒤에 인기척이 있음을 느끼고 클라이디우스가 방에 숨어들었다고 생각한다. 커튼을 힘껏 찌른 햄릿은 뒤에 숨은 사람이 오필리어의 아버지인 폴로니우스임을 알게 된다. 이때 햄릿은 다시 귀신을 보게 된다. 아들이 허공에 대고 말하는 것을 본 거트루드는 햄릿이 진짜 미친 것이라 생각한다. 햄릿은 폴로니우스의 시체를 숨긴다. 클라우디우스는 살인죄를 범한 햄릿의 도피를 명목으로 햄릿을 영국에 사신으로 보내면서 영국의 왕에게 그를 죽이라는 밀서를 함께 보낸다.

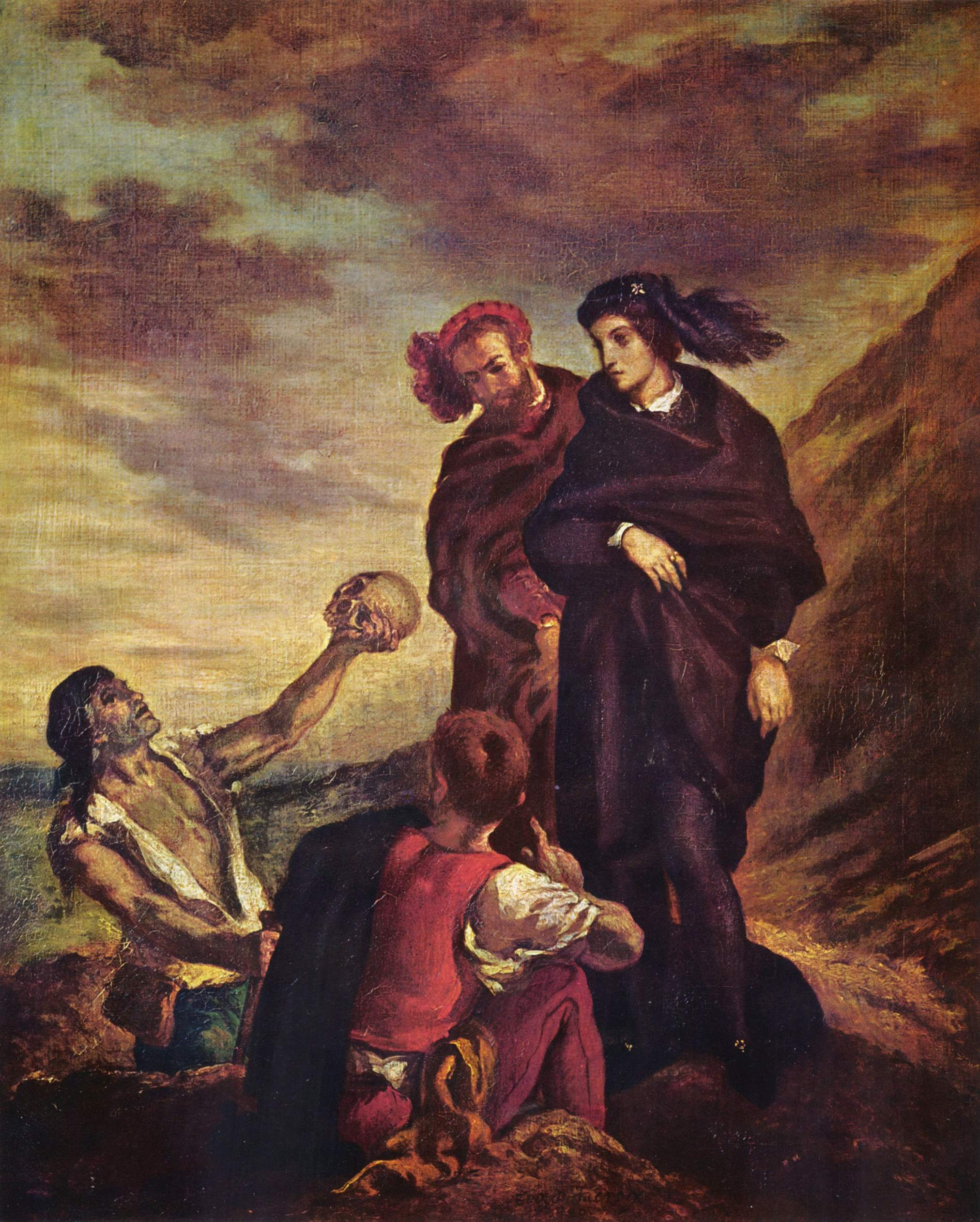
오필리어의 무덤자리에서 나온 요릭의 두개골

햄릿을 실은 배가 영국으로 향하던 도중 해적들에게 붙들리고 그들의 도움으로 햄릿은 다시 덴마크로 돌아오게 된다. 한편, 아버지의 죽음으로 인해 오필리어는 미치게 된다. 프랑스에서 돌아온 레어티즈는 아버지의 죽음과 동생의 실성에 격분하고 클라우디우스는 모든 것이 햄릿 때문이라고 말한다. 클라우디우스는 레어티즈에게 복수의 기회를 주겠다고 말하며 몰래 칼날에 독을 묻힌 후 펜싱대회를 개최할 것이니 이 칼로 햄릿을 죽이라고 한다. 클라우디우스는 레어티즈가 실패할 경우를 대비해 독이 든 포도주를 준비한다. 이때 거트루드가 들어와 오필리어가 물에 빠져 죽었다는 소식을 알린다.
묘지에서는 햄릿이 호레이쇼와 함께 오필리어의 장례를 보기 위해 왔다가 오필리어의 무덤에서 자신의 어린 시절 궁정 광대였던 요릭의 두개골을 보게 된다. 오필리어의 장례 행렬이 당도하고 햄릿을 발견한 레어티즈는 격분한다. 레어티즈는 결투를 요청하고 햄릿은 이를 수락한다. 레어티즈와 클라우디우스는 햄릿을 죽이기 위해 햄릿이 결투 중에 마시게 하기 위한 독이 든 포도주를 준비하고, 레어티즈의 칼에 독을 묻혀둔다.
노르웨이 군대가 다가오는 가운데 결투를 위해 왕성에 돌아온 햄릿과 레어티즈는 검술 대결을 펼치게 된다. 이때 거트루드가 다가와 우연히 독이 든 포도주를 마시고 죽으며 술잔에 독이 들어있다는 사실을 알린다. 햄릿과 레어티즈가 계속해서 결투를 하던 도중 칼을 떨어뜨리면서 바꿔 든 독이 묻은 칼이 햄릿의 손에 들리게 된다. 레어티즈는 햄릿에게 치명상을 입히나 자신도 상처를 입는다. 독이 몸에 퍼지자 모든 것이 클라우디우스의 계략임을 알게 된 레어티즈는 햄릿과 화해한다. 자신이 죽어가는 순간에 왕을 찌르고 독이 든 술잔을 강제로 마시게 해 왕을 죽이고 복수에 성공한 햄릿은 친구 호레이쇼에게 진실을 전해줄 것을 부탁하고 죽는다. 왕위는 노르웨이의 왕자 포틴브라스에게 넘어가고, 왕성에 들어온 노르웨이의 왕은 햄릿의 시신에 경의를 표하고 격식을 갖추어 장례를 성대하게 치르도록 지시한다.

## 원전

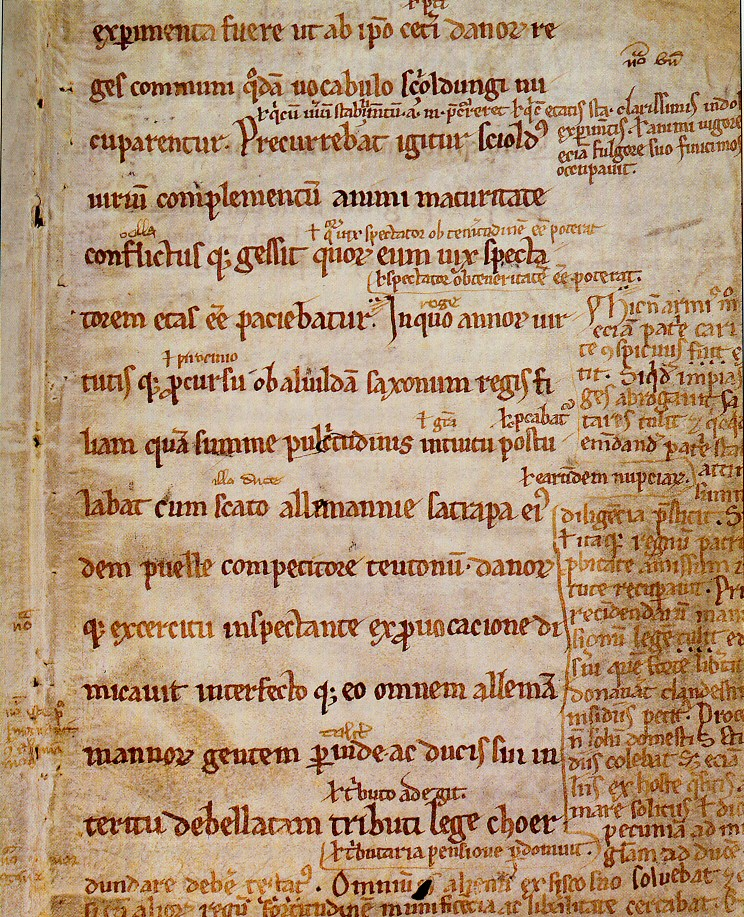
삭소 그림마티쿠스의 게스타 다노룸 중 암레트 이야기가 실린 부분

햄릿과 같은 "바보 영웅"의 원형은 원시 인도 유럽어족까지 소급되며 이탈리아, 에스파냐, 스칸다나비아 등지의 여러 신화와 이야기에서 광범위하게 다루어지고 있다. 햄릿 이야기의 원형을 형성하는 것으로는 작가미상의 스칸다나비아 서사시인 흐뢸프스 사가 크라카(Hrólfs saga kraka, 흐뢸프스 크라카 왕의 이야기)를 꼽을 수 있다. 이 이야기에는 살해당한 왕과 그의 두 아들이 등장하며 많은 부분에서 햄릿과 비슷한 작품 구성을 보인다. 햄릿의 또 다른 원전으로는 루시우스 유니우스 브루투스(Lucius Junius Brutus)의 전설이 있다. 그의 이름에서 루시우스는 "빛"을 브루투스는 "바보"를 뜻한다. 그는 자신의 아버지와 형제를 살해한 타르퀴니우스에게 복수하기 위해 스스로 미친척하였다. 17세기의 노르만 학자 토르페우스는 셰익스피어의 햄릿과 아이슬랜드의 암로디 이야기 및 에스파냐의 암발레스 왕자 이야기를 비교하였다. 이들 이야기 모두 어머니의 침실에 숨어든 재상을 왕으로 착각하여 살해하는 부분이 등장한다.
13세기 덴마크의 역사가 삭소 그람마티쿠스는 이러한 많은 초기 전설들이 엮여 있는 《게스타 다노룸》(Gesta Danorum, 덴마크 연대기)을 저술하였다. 라틴어로 쓰인 이 책에 수록된 〈비타 암레티〉(Vita Amlethi, 암레트의 덕)는 고전적인 로마의 관점에 부합하는 영웅의 업적과 덕을 칭송하고 있다. 암레트 왕자는 어머니와 결혼한 왕위 찬탈자에게 복수하기 위해 미친척하며 비밀 정탐꾼을 죽이고 왕의 가신을 살해하는 등 햄릿과 많은 부분이 유사하다. 세익스피어 당대에 이책의 이야기들은 널리 알려져 있었다. 삭소의 이 유명한 이야기는 프랑스에서도 번역되어 1570년 프랑소아 드 벨레포레스트는 〈역사의 비극〉이라는 이름으로 프랑스어 번역본을 출간하였다. 벨레포레스트는 이 이야기를 번역하면서 영웅의 비애에 초점을 맞추었다.
셰익스피어가 처음으로 공연한 햄릿은 전해지지 않는다. 지금 전해지는 희극은 초연이 있은 후 상당한 시간이 지난 뒤 셰익스피어가 다시 작업한 판본이다.

## 파생작
로젠크란츠와 길덴스턴은 죽었다

## 철학적 분석

### 살아야할지 말지 대답해다오
사느냐 죽느냐('To be or not to be')는 윌리엄 셰익스피어의 연극 '햄릿 제3막 제1장'(Hamlet Act 3 Scene 1)의 소위 '수녀원 장면'{nunnery scene)에서 햄릿(Hamlet) 왕자가 독백으로 시작하는 문구이다. 대사에서 햄릿(Hamlet)은 죽음과 자살, 삶의 고통과 불공평함을 한탄하지만 대안이 더 나쁠 수도 있음을 인정한다. 첫 번째 대사는 현대 영어에서 가장 널리 알려지고 인용된 대사 중 하나이며 독백은 수많은 연극, 문학, 음악 작품에서 언급되고 회자되었다.
To be, or not to be, that is the question.
Whether 'tis nobler in the mind to suffer The slings and arrows of outrageous fortune, Or to take Arms against a Sea of troubles, And by opposing end them:
to die, to sleep; No more; and by a sleep, to say we end The heart-ache, and the thousand natural shocks.
That Flesh is heir to? 'Tis a consummation Devoutly to be wished. To die, to sleep,
살아야할지 말지 대답해다오.
터무니없는 운명의 휘둘림과 화살들에 고통받는 마음이 고귀한지  아니면 망망한 문제의 바다에 맞서 무기를 부여잡고 대항하며 그들을 끝장내야하는지를
죽는것은 단지 잠드는것 더 이상은 없다. 그리고 잠든다는것은 마음의 아픔과 수천 번의 피치못할 충격으로부터 이것을 끝낼수있다.
육체가 그렇게도 간절히 바라는 상속자는 무엇일까?  죽는것은 단지 잠드는것.
이 문구는 실존주의 철학의 단편적인 예이며, 존재한다는 것은 삶과 행동을 유추하고, 존재하지 않는 다는 것은 죽음과 비행동을 의미한다.

### 인간이란 얼마나 걸작인가? ( What a piece of work is a man )
햄릿은 미셸 드 몽테뉴로 부터 기인한 회의주의를 연상시킨다.  몽테뉴 이전에 이미 피코 미란돌라와 같은 인본주의자들은 인간이 신의 가장 위대한 창조물이다라고 생각했지만, 그 이후 몽테뉴의 생각은 달랐다.  셰익스피어가 몽테뉴에게서 이런 생각을 가져왔는지 아니면 동시에 같은 생각을 가졌는지는 학자들간의 이견이 있다. 

## 역서
- 김재남, 2012, 해누리기획, ISBN 978-89-6226-027-4
- 김종환, 2010, 지만지, ISBN 978-89-6406-653-9
- 박우수, 2010, 열린책들, ISBN 978-89-329-1154-0
- 노승희, 2010, 펭귄클래식코리아(웅진), ISBN 978-89-01-10614-4
- 김지영, 2010, 브라운힐, ISBN 978-89-90324-42-9
- 김재남, 2009, (주)하서, ISBN 978-89-6259-133-0
- 이태주, 2009, 종합출판범우, ISBN 978-89-6365-007-4
- 신상웅, 2008, 동서문화동판(동서문화사), ISBN 978-89-497-0485-2
- 김정환, 2008, 아침이슬, ISBN 978-89-88996-83-6
- 신정옥, 2007, 전예원, ISBN 978-89-7924-113-6
- 이현우, 2007, 동인(이성모), ISBN 978-89-5506-342-4
- 여석기, 2006, 문예출판사, ISBN 978-89-310-0556-1
- 김종환, 2004, 태일사, ISBN 978-89-89023-53-1
- 최종철, 2004, 건국대학교출판부, ISBN 978-89-7107-400-8
- 김남, 2003, 홍신문화사, ISBN 978-89-7055-634-5
- 김혜니, 2002, 타임기획, ISBN 978-89-85431-70-5
- 박현미, 1999, 일신서적, ISBN 978-89-366-0519-3
- 최종철, 1998, 민음사, ISBN 978-89-374-6003-6
- 김재남, 1996, 서문당, ISBN 978-89-7243-337-8
- 권응호, 1991, 혜원출판사, ISBN 978-89-344-0012-7